# Гакоах (Станиславів)
Жидівський спортивний клуб «Гакоах» Станиславів або просто «Гакоах» (пол. Żydowski Klub Sportowy Hakoah Stanisławów / івр. מועדון הכדורגל הכח סטאַניסלעװ)  — футбольний клуб єврейської громади міста Станиславова (тепер — Івано-Франківськ, Україна), який існував у 1908-1939 роках.

## Хронологія назв
- 1908—1939: Жидівський спортивний клуб «Гакоах» Станиславів (пол. Żydowski Klub Sportowy Hakoah Stanisławów / івр. מועדון הכדורגל הכח סטאַניסלעװ). У перекладі з івриту слово «hakoah» означає «сила».

## Історія
Клуб «Гакоах» разом з «Реверою» належать до перших футбольних команд міста. Він виник в лоні Жидівського товариства гімнастичного «Гакоах» (Станиславів) у 1908 році.
Протягом своєї історії клуб виступав в офіційних змаганнях наступних регіональних футбольних структур: Львівського ОЗПН (клас «А»—1929 р.; клас «Б» — 1922—1928; 1930—1933 рр.; клас «Ц» — 1921 р.); Станиславівського ОЗПН (клас «Б» — 1934—1939 рр.).
У вересні 1939 року, коли розпочалася Друга світова війна, клуб припинив існування.